# 다하라촌 (시즈오카현)
다하라촌(일본어: 田原村)은 일본 시즈오카현 이와타군에 설치되었던 촌이다. 현재의 [[磐田市, 후쿠로이시]]에 해당한다.

## 역사
- 1889년 4월 1일 - 야마나군 다하라촌(田原村)이 발족..
- 1896년 4월 1일 - 야마나군이 이와타군에 편입, 이와타군 다하라촌이 됨.
- 1956년 9월 1일 - 일부는 이와타시에, 일부는 후쿠로이정에 분할편입되어 소멸.

## 참고 문헌
- 角川日本地名大辞典編纂委員会,『角川日本地名大辞典 22 静岡県』, 角川書店, 1978年, ISBN 4040012208
- 地図から消えた袋井の地名 第1回　歴史に裂かれた「田原村」（袋井市立図書館だより）
- 『市町村名変遷辞典』東京堂出版、1990年。